# Asemkandang
Asemkandang is een bestuurslaag in het regentschap Pasuruan van de provincie Oost-Java, Indonesië. Asemkandang telt 2336 inwoners (volkstelling 2010).